# (28372) 1999 HU
(28372) 1999 HU est un astéroïde de la ceinture principale d'astéroïdes découvert en 1999.

## Description
(28372) 1999 HU a été découvert le 18 avril 1999 à Woomera (Australie par Frank B. Zoltowski.

### Caractéristiques orbitales
L'orbite de cet astéroïde est caractérisée par un demi-grand axe de 3,0 UA, un périhélie de 2,89 UA, une excentricité de 0,04 et une inclinaison de 9,21° par rapport à l'écliptique. Du fait de ces caractéristiques, à savoir un demi-grand axe compris entre 2 et 3,2 UA et un périhélie supérieur à 1,666 UA, il est classé, selon la JPL Small-Body Database, comme objet de la ceinture principale d'astéroïdes.

### Caractéristiques physiques
(28372) 1999 HU a une magnitude absolue (H) de 12,8 et un albédo estimé à 0,137.